# St. Nikolaus (Etzelwang)

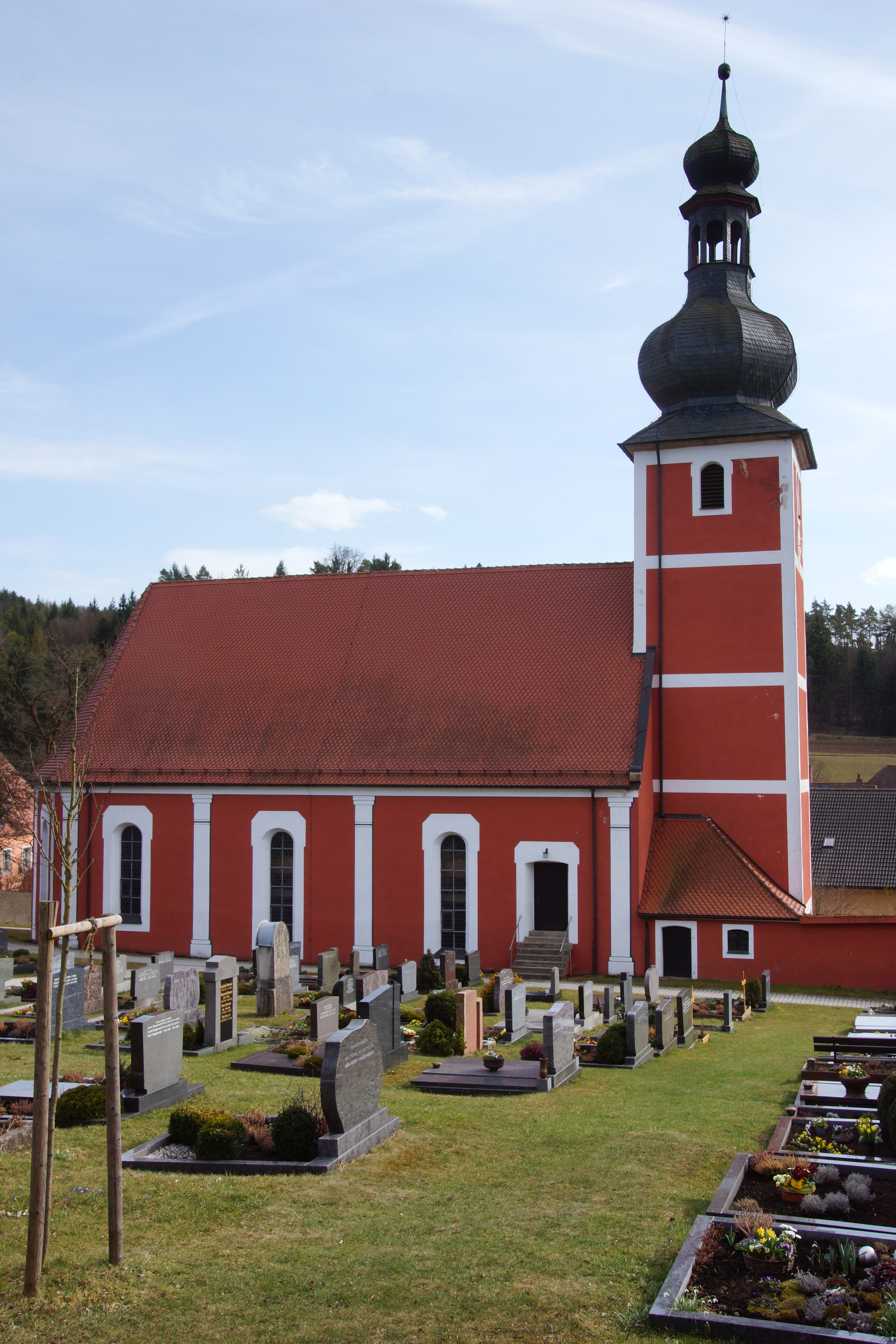
St. Nikolaus (Etzelwang)

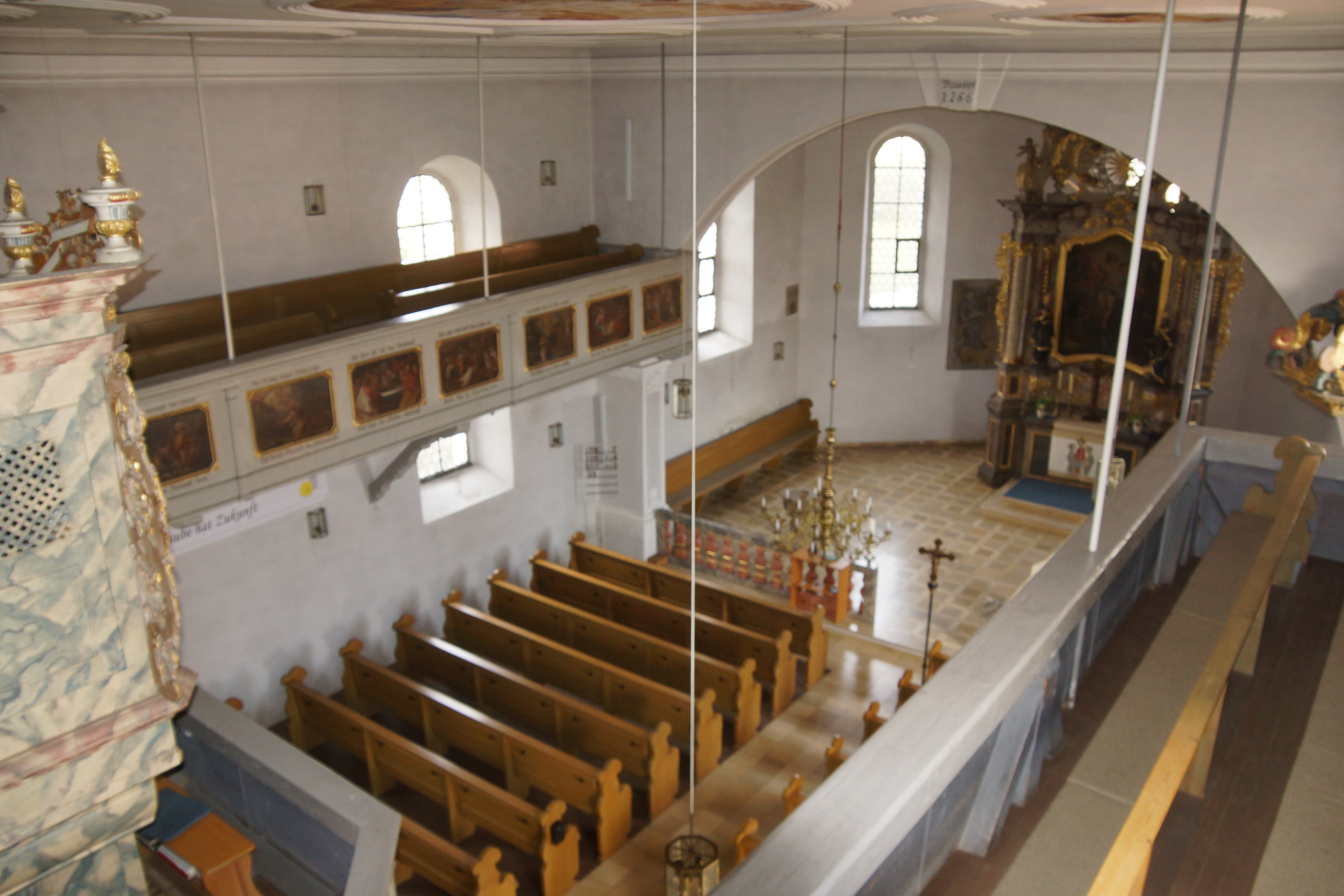
Innenraum (2018)

Die evangelisch-lutherische, denkmalgeschützte Pfarrkirche St. Nikolaus steht in Etzelwang, einer Gemeinde im Landkreis Amberg-Sulzbach der Oberpfalz. Die Pfarrei gehört zum Dekanat Cham/Sulzbach-Rosenberg/Weiden im Kirchenkreis Regensburg der Evangelisch-Lutherischen Kirche in Bayern. St. Nikolaus war bis 1970 Simultankirche. Das Bauwerk ist unter der Denkmalnummer D-3-71-140-2 als Baudenkmal in die Bayerische Denkmalliste eingetragen.

## Beschreibung
Die Saalkirche wurde 1717–34 erbaut. Sie besteht aus einem Langhaus, einem dreiseitig geschlossenen Chor im Osten und einem 1762–65 errichteten viergeschossigen Kirchturm im Westen, der mit einer schiefergedeckten Zwiebelhaube bedeckt ist, auf der eine Laterne sitzt, die mit einer Zwiebelhaube bekrönt ist.
Der Innenraum des Langhauses ist mit einer stuckierten Flachdecke überspannt. Die Ölmalerei aus der zweiten Hälfte des 18. Jahrhunderts auf den Brüstungen der dreiseitig umlaufenden Emporen stellt einen christologischen Werkzyklus mit Erläuterungen dar. Zur Kirchenausstattung gehören ein Altar von 1757, auf dessen Altarretabel die Auferstehung Jesu Christi dargestellt ist, und die Kanzel vom Ende des 17. Jahrhunderts. Die Orgel wurde 1744 von Elias Hößler gebaut.